# Liza Öhman (musikalbum)
Liza Öhman är den svenska sångerskan Liza Öhmans första och enda studioalbum som soloartist. Albumet utgavs 1980 på skivbolaget EMI.

## Om albumet
Albumet föregicks av Öhmans medverkan i den svenska Melodifestivalen 1980 med bidraget "Hit men inte längre", som slutade på tredjeplats. Låten kom senare att inkluderas på albumet.
Liza Öhman producerades av Bengt Palmers och spelades in i EMI:s studio med Björn Boström och Björn Norén som tekniker. På albumet spelade Peter Milefors trummor. Rutger Gunnarsson och Caj Högberg turades om att spela bas. Chino Mariano, Lars Wellander, Palmers, Anders Nordh, Mats Westman och Janne Schaffer turades om att spela gitarr. Anders Eljas,  Per-Erik Hallin, Kjell Öhman och Anders Henriksson spelade diverse klaviaturinstrument. Som bakgrundssångare medverkade också Claes af Geijerstam, Lasse Lindbom och Håkan Lundquist. Albumet designades av Billy Pralin och Kjell Andersson. Fotografierna togs av Calle Bengtsson.
Från albumet släpptes "Hit men inte längre" och "Rakt över disk" som singlar, varav den senare tog sig in på Svenska singellistan. Albumet som helhet nådde plats 47 på Svenska albumlistan. "Hit men inte längre" blev en hit på Svensktoppen, liksom "Håll mej hårt intill dej" och "Här igen".

## Låtlista
Där inte annat anges är låtarna skrivna av Bengt Palmers. Alla låtar är arrangerade av Palmers.
Sida A
1. "Rakt över disk" – 3:45
2. "Gå om du vill" – 3:33  (George Keller, Philip Kruse, Liza Öhman)
3. "Minnet av en sång" – 4:02
4. "Hit men inte längre" – 3:45
5. "Kom tillbaks" – 3:25 (Öhman)

Sida B
1. "Här igen" – 3:43
2. "En ton från mycket länge se'n" – 3:28
3. "Jag vaknar nu" – 3:09 (Rosemarie Gröning, Öhman)
4. "Håll mej hårt intill dej" – 3:28
5. "Sov lilla tjej" – 1:50 (Öhman)

## Medverkande
"Rakt över disk"
- Anders Eljas – synth
- Claes af Geijerstam – bakgrundssång
- Rutger Gunnarsson – bas
- Per-Erik Hallin – clavinet
- Lasse Lindbom – bakgrundssång
- Håkan Lundqvist – bakgrundssång
- Chino Mariano – soloist, elgitarr
- Peter Milefors – trummor
- Lars Wellander – elgitarr
- Liza Öhman – sång

"Gå om du vill"
- Caj Högberg – bas
- George Keller – arrangemang
- Chino Mariano – elgitarr
- Peter Milefors – trummor
- Bengt Palmers – arrangemang
- Kjell Öhman – synth, elpiano, piano
- Liza Öhman – arrangemang, sång

"Minnet av en sång"
- Caj Högberg – bas
- Chino Mariano – elgitarr
- Peter Milefors – trummor
- Bengt Palmers – akustisk gitarr, mandolin
- Kjell Öhman – synth
- Liza Öhman – sång

"Hit men inte längre"
- Caj Högberg – bas
- Peter Milefors – trummor
- Anders Nordh – elgitarr
- Mats Westman – elgitarr
- Kjell Öhman – piano
- Liza Öhman – sång

"Kom tillbaks"
- Caj Högberg – bas
- Peter Milefors – trummor
- Mats Westman – elgitarr
- Kjell Öhman – piano, elpiano
- Liza Öhman – sång, sångarrangemang

"Här igen"
- Anders Henriksson – piano, orgel
- Caj Högberg – bas
- Peter Milefors – trummor
- Bengt Palmers – elpiano, tamburin
- Janne Schaffer – elgitarr
- Liza Öhman – sång

"En ton från mycket länge se'n"
- Rutger Gunnarsson – bas
- Per-Erik Hallin – piano
- Peter Milefors – trummor
- Chino Mariano – elgitarr
- Lars Wellander – elgitarr
- Liza Öhman – sång

"Jag vaknar nu"
- Rutger Gunnarsson – bas
- Per-Erik Hallin – piano
- Peter Milefors – trummor
- Liza Öhman – sång, sångarrangemang

"Håll mej hårt intill dej"
- Caj Högberg – bas
- Peter Milefors – trummor
- Anders Nordh – elgitarr
- Bengt Palmers – elgitarr, piano, synth
- Liza Öhman – sång, sångarrangemang

"Sov lilla tjej"
- Kjell Öhman – elpiano
- Liza Öhman – sång, blockflöjt, elpiano

## Listplaceringar
| Lista (1980) | Position |
| ------------ | -------- |
| Sverige      | 47       |